# Bogomoljci

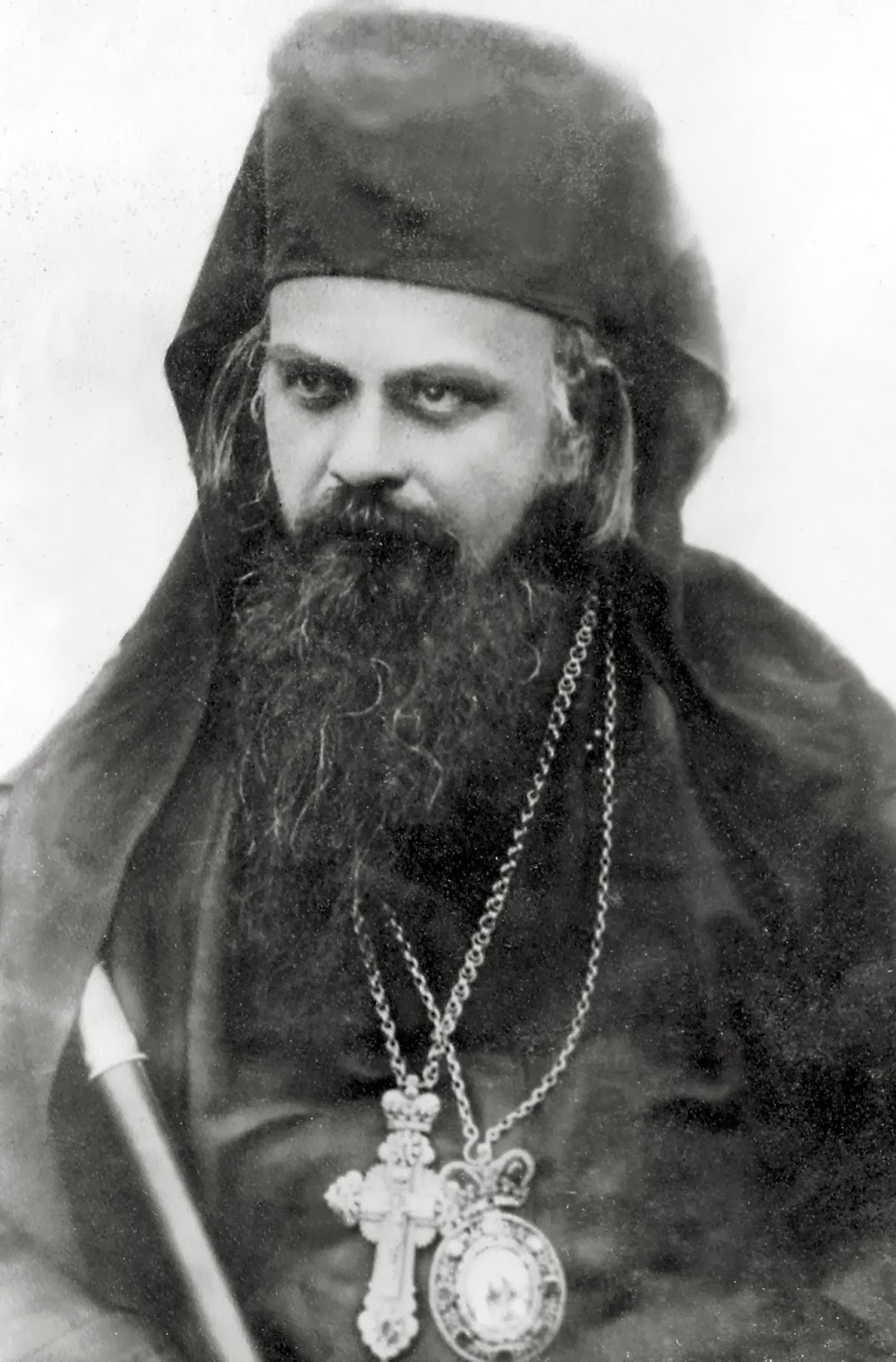
Bischof Nikolaj (Velimirović) förderte mit Billigung der Synode der serbisch-orthodoxen Kirche die Bogomoljci-Bewegung, um die wachsende religiöse Indifferenz in der serbischen Bevölkerung, die Aktivitäten der Adventisten und die Ausbreitung des Kommunismus zu bekämpfen.

Die Bogomoljci (serbisch Богомољачки покрет Bogomoljački pokret für „Gottesanbeter-Bewegung“), Selbstbezeichnung ab 1920 Narodna hrišćanska zajednica (Народна хришћанска заједница für „Nationale Christliche Gemeinschaft“), war eine spirituelle Laienbewegung in der Serbisch-Orthodoxen Kirche. Ende der 1930er-Jahre zählte die Bogomoljci-Bewegung rund 200.000 Mitglieder und war personell eng mit der faschistischen ZBOR-Partei des Dimitrije Ljotić (1891–1945) verflochten. Mit Billigung der serbisch-orthodoxen Kirche und unter dem Einfluss des von ihr zum Beauftragten ernannten Bischof Nikolaj Velimirović (1880–1956) entwickelte sich die Bewegung zu einer antiwestlichen, nationalistischen Bewegung. Daneben hatte die Bewegung Sympathien für den Antisemitismus und veröffentlichte bereits 1926 in ihrer Zeitschrift Hrišćanska zajednica (Christliche Gemeinschaft) die Protokolle der Weisen von Zion. Erst zehn Jahre später erschien die vollständige Übersetzung dieser Protokolle in serbischer Sprache und wurde verboten. Mit dem Zweiten Weltkrieg erlosch die Bogomoljci-Bewegung und konnte in Titos sozialistischem Jugoslawien nicht wiedererstehen. Am Vorabend des Zerfalls Jugoslawiens wurde versucht die Bogomoljci-Bewegung 1990 weniger streng organisiert zu erneuern.

## Quelle
- Holm Sundhaussen: Bogomoljci. In: Edgar Hösch, Karl Nehring, Holm Sundhaussen (Hrsg.): Lexikon zur Geschichte Südosteuropas. Böhlau, Wien/Köln/Weimar 2004, ISBN 3-8252-8270-8, S. 174 f.